# Soufrière Hills
Der Schichtvulkan Soufrière Hills ist mit einer Höhe von derzeit ungefähr 1050 m der größte Vulkan auf der Karibikinsel Montserrat. Geowissenschaftler gehen für die Zeit vor der Besiedlung der Insel durch Europäer von mehreren Eruptionsphasen aus, beispielsweise vor rund 400 sowie vor etwa 4500 Jahren. In historischer Zeit war der Vulkan nicht aktiv, immer wiederkehrende leichte Erdbeben und Fumarolen zeigten jedoch an, dass er keineswegs erloschen war. Aufgrund der vulkanischen Aktivität ab 1995 (Wachstum und anschließender Kollaps von Lavadomen) variiert die Höhe des Berges seitdem beträchtlich zwischen 915 m (Gipfel des Chances Peak) und 1150 m (Höhe des Lavadoms vor dem Ausbruch von 2010).

## Allgemein

### Zusammenfassung der vulkanischen Aktivität seit 1995
Erhöhte seismische Aktivität nahe Montserrat wurde bereits im April 1989 registriert. Die ersten vulkanisch initiierten Erdbebenschwärme traten 1992 und verstärkt 1994 in den Soufrière Hills auf, bevor am 18. Juli 1995 der Vulkanausbruch mit einer phreatischen Explosion im Nordwestkrater begann. In weiterer Folge kam es zu zahlreichen weiteren Erdbebenschwärmen, phreatischen Explosionen und dem Einsetzen von Ascheregen in der Inselhauptstadt Plymouth. Bereits am 21. August 1995 wurde der Süden von Montserrat das erste Mal evakuiert. Seitdem folgte die vulkanische Aktivität einem zyklischen Muster mit Extrusionsphasen, die geprägt sind von erhöhter Oberflächenaktivität (Austritt von Magma und Wachstum des Lavadoms, Domkollaps, vulkanianische Eruptionen, pyroklastische Ströme) in Abwechslung mit Ruhephasen, in denen die eruptive Aktivität pausierte. Extrusionsphasen korrelieren in den geodätischen Messdaten mit einer Absenkung des Bodens durch den Aufstieg von Magma aus der Erdkruste an die Erdoberfläche (Volumenverlust/Druckabnahme in den Magmakammern). Im Gegensatz dazu wird während der eruptiven Ruhephasen ein Aufwölben der Oberfläche beobachtet, das von einem erneuten Druckaufbau in den Magmakammern zeugt. Seit dem Beginn der Eruption 1995 hat der Vulkan fünf Extrusionsphasen durchlaufen:
- Phase 1: 15. November 1995 bis 10. März 1998
- Phase 2: 27. November 1999 bis 28. Juli 2003
- Phase 3: 01. August 2005 bis 20. April 2007
- Phase 4: 29. Juli 2008 bis 3. Januar 2009
- Phase 5: 09. Oktober 2009 bis 11. Februar 2010

Zwischen 1995 und 2010 wurden geschätzte 1000 Mio. m³ vulkanisches Gestein eruptiert. In den ersten drei Extrusionsphasen wurden davon je ca. 300 Mio. m³ Material und in den darauffolgenden Phasen 39 Mio. m³ (Phase 4) und 74 Mio. m³ Material (Phase 5) ausgeworfen. Die durchschnittliche Extrusionsrate von Magma schwankte je nach Phase zwischen 2,9 und 6,8 m³/s. Ein partieller Domkollaps am 11. Februar 2010 markiert die bis heute (Stand Juni 2020) letzte eruptive Aktivität. Anhaltende Bodendeformation (Aufwölbung der Erdoberfläche) belegt seitdem allerdings eine kontinuierliche Druckzunahme in den Magmakammern, so dass, trotz der langen Ruhephase, die Eruption als noch nicht beendet angesehen werden kann.

### Das magmatische System der Soufrière Hills
Volumen- und Druckänderungen in Magmakammern erzeugen eine Deformation der Erdoberfläche, welche durch geodätische Messungen aufgezeichnet werden kann. Die Deformationsmuster erlauben Rückschlüsse auf die Eigenschaften der Magmakammern im Erdinneren. So korreliert die Tiefe der Magmakammer in der Erdkruste mit der Wellenlänge des Deformationssignals an der Erdoberfläche, während das Verhältnis der vertikalen zu horizontalen Versätze Aussagen über die Geometrie der Magmakammer zulässt. Grundsätzlich basieren Modelle jedoch auf der Annahme eines idealisierten ellipsoiden Körpers als Quelle der Volumen-/Druckänderungen.
Die Analyse von geodätischen Messdaten (GNSS, Neigung, strain) von Montserrat, die während verschiedener Ruhe- und Extrusionphasen des Vulkans aufgenommen wurden, hat ergeben, dass Druckänderungen im Untergrund von verschiedenen Quellen ausgehen. Daraus wurde das bisher am weitesten akzeptierte Modell abgeleitet, welches das magmatische System im Untergrund der Soufrière Hills aus zwei Magmakammern bestehend beschreibt, die vertikal unter dem Krater angeordnet sind. Die untere Magmakammer liegt dabei in ca. 12 km Tiefe und die obere Magmakammer liegt in 5,5 km Tiefe (Tiefenangaben beziehen sich auf das Zentrum einer Magmakammer). Das relative Volumen der Magmakammern zueinander konnte aus Ereignissen mit gekoppelter Magmakammern-Aktivität (z. B. Extrusionsphase 4b) auf 1:3 bestimmt werden, wobei das Volumen der oberen, kleineren Magmakammer auf 8 km3 geschätzt wird. Die Verbindung der beiden Magmakammern zueinander kann nicht mit geodätischen Messungen aufgelöst werden, da das Signal zu schwach ist und von den Deformationssignalen der großen Magmakammern überprägt wird. Jedoch konnte die oberflächennahe Verbindung der oberen Magmakammer zur Erdoberfläche als ein Nordwest-Südost gerichteter vulkanischer Gang identifiziert werden, der sich ca. 1 km unterhalb des Kraters in einen zylindrischen Schlot verengt.
Die Annahme, dass das magmatische System aus zwei übereinanderliegenden, miteinander verbundenen Magmakammern besteht, ist ebenso aufgrund petrologischer Daten belegt. Das am Vulkan Soufrière Hills eruptierte Gestein ist andesitisch (hoher SiO2-Gehalt) und die Analyse der Druck/Temperatur-abhängigen Mineralzusammensetzung lässt auf eine Förderung aus einer Magmakammer in ca. 5 km Tiefe schließen. In dem Auswurfgestein befinden sich aber eingeschlossene basaltische (niedriger SiO2-Gehalt) Anteile, die vermutlich aus einer tieferen Magmakammer stammen. Gasgeochemische Messungen der vulkanischen Emissionen dokumentieren erhöhte Schwefeldioxid- und Kohlenstoffdioxid-Anteile. Der gemessene hohe Schwefeldioxidgehalt steht jedoch im Widerspruch zu dem geringen Schwefelanteil in andesitischem Magma und wird daher auf die Entgasung basaltischer Schmelzen in größeren Tiefen zurückgeführt.

### Eruptionsdynamiken
Als initialer Auslöser der Eruption 1995 wird das Eindringen heißen, basaltischen Magmas in die obere andesitische (kühlere) Magmakammer angenommen. Petrologische Studien der ausgeworfenen Eruptionsprodukte haben gezeigt, dass im Magma Kristalle vermischt sind, die während ihres Wachstums signifikant verschiedener Temperaturbedingungen ausgesetzt waren (obere vs. untere Magmakammer). Das Eindringen und Vermischen des heißeren, basaltischen Magmas mit dem andesitischen Magma führte zu einer (Wieder-)Erhitzung und damit einer Remobilisierung des vorhandenen Magmas und letztlich zur Eruption des Vulkans.
Die Prozesse, die den Beginn der zyklisch wiederkehrenden Extrusionssphasen auslösen sowie die Änderung im Charakter der Eruption seit der 4. Eruptionsphase steuern, sind bis heute nicht vollständig verstanden.
Hochauflösende Bodendeformationsmessungen (strainmeter Daten) ermöglichten detaillierte Analysen der vulkanianischen Eruptionen und Explosionen. Die Ergebnisse haben gezeigt, dass plötzliche explosive Ereignisse von zwei verschiedene Mechanismen ausgelöst werden können:
- plötzliche Entgasung aus der Magmakammer, wobei Gase innerhalb 1 bis 2 min von der 5 km tiefen Magmakammer an die Erdoberfläche aufsteigen[17][18]
- explosionsartiges Platzen und Zerreißen von oberflächennahem Magma durch steigenden inneren Druck von sich ausweitenden, im Magma eingeschlossenen Gasblasen[19]

## Chronologie der Eruption

### Extrusionsphase 1 (15. November 1995 bis 10. März 1998)
Am 14. November trat das erste Mal Magma an der Erdoberfläche hervor. Von da an wuchs über dem Vulkanschlot ein Lavadom aus aufsteigendem Magma. Mit zunehmender Steilheit und damit verbundener Instabilität des Doms brachen immer wieder Teile der Flanken ab, wodurch Glutwolken entstanden, sogenannte pyroklastische Ströme, die sich mit über 100 km/h hangabwärts bewegen. Die Phase der zunehmenden Dom-Instabilität mündete am 17. September 1996 kurz vor Mitternacht Ortszeit in einen ersten Domkollaps, bei dem große Mengen von Bims- und Gesteinsbrocken eruptiert wurden. In Long Ground (2,1 km Entfernung zum Dom) wurden Häuser durch fußballgroße Gesteinsbomben zerstört. Es gab jedoch keine Verletzten, da das Gebiet bereits großräumig evakuiert war. Im Anschluss bildete sich ein neuer Dom und die Aktivität nahm weiter zu. Am 25. Juni 1997 erreichten pyroklastische Ströme auch bisher nicht betroffene Gebiete. Dabei starben 19 Farmer, die sich geweigert hatten, ihre Felder zu verlassen. Spekulationen über eine bevorstehende Explosion der ganzen Insel veranlassten einen Großteil der Bevölkerung zum Verlassen der Insel. Sie wurden von anderen karibischen Inseln sowie vom britischen Mutterland aufgenommen. Bis September 1997 wurden die Hauptstadt Plymouth und alle Siedlungen auf der südlichen Inselhälfte sowie der Bramble Flughafen zerstört und unter einer bis zu 12 m dicken Ascheschicht bedeckt. Die schwerste Eruption dieser Phase ereignete sich am 26. Dezember 1997, bei der 35 bis 45 Mio. m³ Dommaterial abgetragen wurden und pyroklastische Ströme 10 km² des Südens von Montserrat zerstörten. Das Domwachstum begann erneut, stagnierte jedoch im März 1998, nachdem der Dom fast die gleiche Größe wie im am 24. Dezember 1997 erreicht hatte. Zu Beginn der folgenden Ruhephase war die Erscheinung des Lavadoms von einem markanten Felssporn am Gipfel geprägt. Ein partieller Domkollaps im Juni 1998 trug jedoch einen großen Teil des Domes ab.

### Extrusionsphase 2 (27. November 1999 bis 28. Juli 2003)
Die zweite Extrusionsphase ist bis heute die längste mit beinahe kontinuierlicher Lavaextrusion. Innerhalb dieser Phase gab es drei Domkollapse (März 2000, Juli 2001 und Juli 2003), bei denen der Großteil des abgetragenen Materials Richtung Osten in das Tar River Valley und über die Küste hinaus ins Meer transportiert wurde. Am 9. Juli 2003, der Dom hatte zu der Zeit sein bisher größtes Volumen erreicht, setzte signifikant erhöhte Erdbebenaktivität ein. Diese ging am 12. Juli in seismischen Tremor über, der indikativ für erhöhten Magmendruck im Schlot ist. Zeitgleich setzte starker Regen ein, von dem vermutet wird, dass er zusätzlich destabilisierend auf den Dom wirkte. Am 12./13. Juli 2003 wurde der Dom über 18 Stunden lang abgetragen. Es war der größte Domkollaps in der Geschichte der Eruption. Über 210 Mio. m³ Material wurden auf das bereits verwüstete Gebiet verteilt und die vertikale Eruptionssäule war über 15 km hoch. Die größten pyroklastischen Ströme erzeugten Tsunamis und hydrovulkanische Explosionen im Meer. Auch der Nordteil der Insel wurde von Asche bedeckt, wodurch Schäden in der Infrastruktur und an Gebäuden erzeugt wurden. Menschen kamen dabei nicht zu Schaden. Der Domkollaps und damit auch die Aktivitätsphase endeten mit einer Sequenz von vulkanianischen Explosionen.

### Extrusionsphase 3 (1. August 2005 bis 20. April 2007)
Das Wachstum eines neuen Lavadoms ab Anfang August 2005 führte zu einem neuerlichen großen Domkollaps am 20. Mai 2006 mit Abgang des Materials nach Osten über das Tar River Valley. Durch eine hohe Extrusionsrate war die Lava zum Zeitpunkt des Domkollapses heißer und gasreicher als bei anderen Kollapsen, was dazu führte, dass dieses Ereignis in kürzerer Zeit (3 h) aber dafür intensiver ablief. Bereits 8 h nach dem Domkollaps setzte neue Magmaextrusion ein, die sich aber im weiteren Verlauf der Aktivitätsphase verlangsamte. Allerdings wuchs der Dom Ende 2006 das erste Mal Richtung Nordwesten, was die Gefahr barg, dass ein Kollaps besiedelte Gebiete, die bis dahin als sicher galten, erreichen könnte. Es kam daher das erste Mal seit den 1990er Jahren wieder zu vorübergehenden Evakuierungen auf Montserrat (Gebiete unmittelbar nördlich des Vulkans). Tatsächlich erreichte ein pyroklastischer Strom im Januar 2007 das Belham Valley auf der Nordwest-Flanke des Vulkans. Das Domwachstum setzte sich danach aber nunmehr verlangsamt auf der Nordost-Seite des Vulkans fort, bis es im April 2007 vollständig stagnierte.

### Extrusionsphasen 4 und 5 (29. Juli 2008 bis 11. Februar 2010)

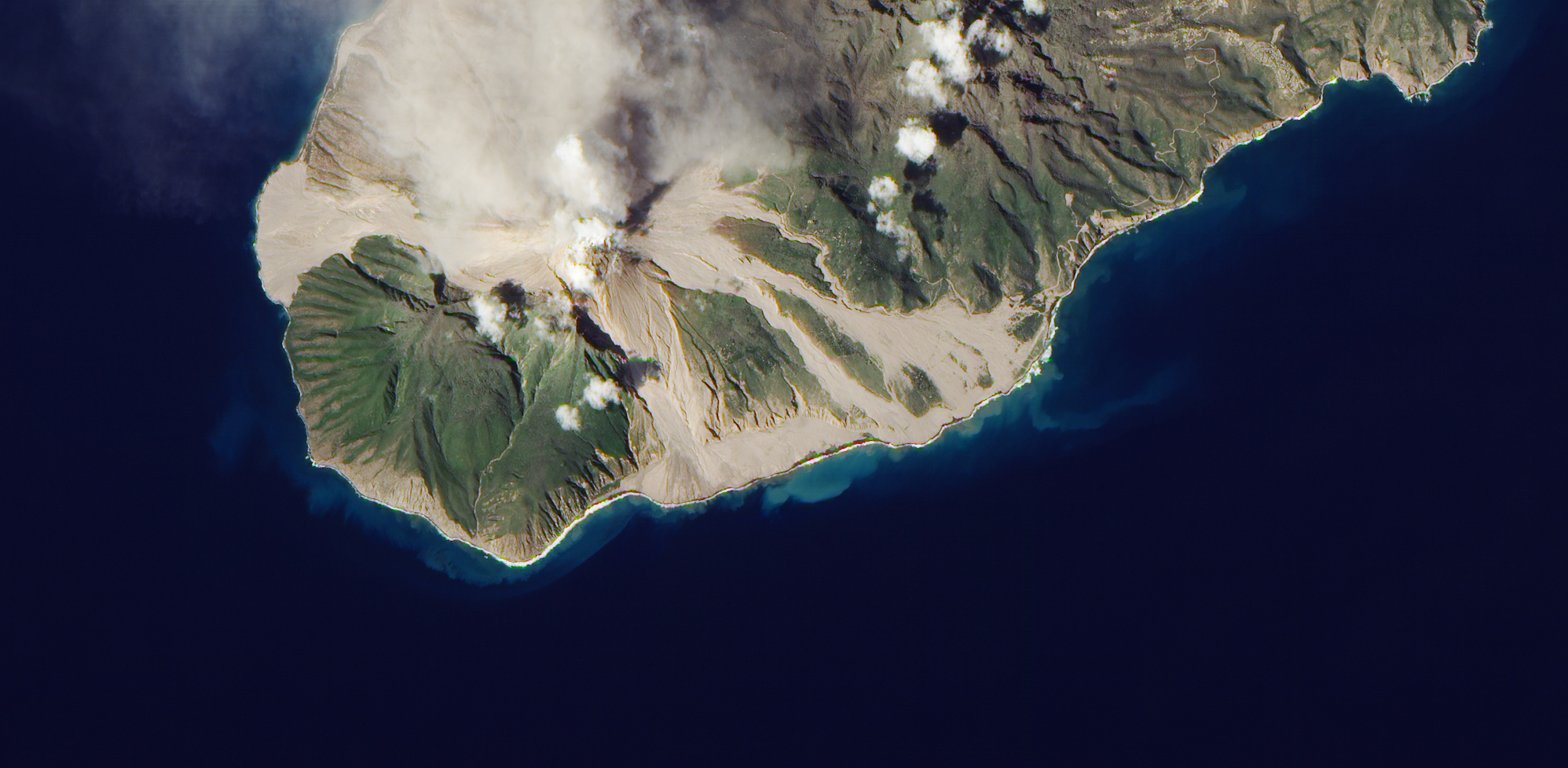
Das Satellitenbild des EO-1 zeigt den Vulkan am 29. Dezember 2009.

Mit der Extrusionsphase 4 änderte sich das Aktivitätsmuster an den Soufrière Hills. Die Aktivitätsphasen 4 und 5 waren deutlich kürzer und explosiver als die Vorherigen. Phase 4 unterteilt sich in 4a und 4b. Erstere wurde Ende Juli 2008 mit erhöhter seismischer Aktivität eingeleitet und kulminierte zwischen 29. Juli und 25. August 2008 in einer Reihe von vulkanischen Explosionen, Domwachstum, Auswurf von Bims und vulkanischen Aschen sowie Abgang von Schutt- und Schlammströmen. Nach einer kurzen Aktivitätspause setzte am 3. Dezember 2008 Phase 4b ein, die von vulkanianischen Explosionen eingeleitet und beendet wurde und dazwischen von rascher Magmaextrusion geprägt war. Nach dem abrupten Ende des Magma-Austritts am 3. Januar 2009 setzte wiederum eine Pause ein, bis am 9. Oktober 2009 die fünfte und vorerst letzte Aktivitätsphase begann. In hoher Frequenz kam es zu Explosionen, vulkanianische Eruptionen und pyroklastische Strömen. Letztere erreichten, durch die Ausrichtung und die enorme Größe des Doms, alle umliegenden Täler um den Vulkan. Schließlich kam es am 11. Februar 2010 nach fast 5 Jahren zu einem erneuten großen Kollaps des diesmal nach Norden gerichteten Doms. Die hochenergetischen pyroklastischen Ströme zerstörten viele Ruinen der alten Siedlungen Harris und Streatham und verschütteten die Nordost-Flanke des Vulkans um weitere 2 bis 10 m Sediment. Im Anschluss an diesen Domkollaps setzte die eruptive Aktivität aus. Anhaltende Gasemission und Bodenaufwölbung werden jedoch als Indikatoren für zukünftig wiederkehrende Aktivität genommen.

## Überwachung
Bereits Ende Juli 1995 wurde das Vulkanobservatorium Montserrat Volcano Observatory (MVO) gegründet. Das MVO ist für die routinemäßige Überwachung des Vulkans zuständig. Das für die Observierung benötigte Netzwerk seismischer, geodätischer und geochemischer Messgeräte wurde seit 1995 kontinuierlich erweitert und die Datenaufnahme teils automatisiert. Zudem wurden weitere Instrumente im Zuge von Forschungsprojekten ergänzt. Der Vulkan Soufrière Hills gehört dadurch zu den weltweit am intensivsten erforschten andesitischen, dombildenden Vulkanen. Grundlegende Erkenntnisse, die aus den Forschungsarbeiten an den Soufrière Hills gewonnen wurden, sind potentiell auf andere Vulkane übertragbar.